# مارينر 3
مارينر 3 (بالإنجليزية: Mariner 3)‏ هو المسبار الفضائي الثالث لبرنامج مارينر. ويُعرف إلى جانب مارينر 4 ب(مارينر-المريخ 1964)، أرسلته وكالة ناسا في 5 نوفمبر 1964 لالتقاط صور للمريخ، ولكن حالت مشكلة فنية دون مواصلة مهمتها.
فقد استُخدم غطاء من البلاستيك المدعم بألياف زجاجية، إلا أنها انصهرت من حرارة الاحتكاك بالهواء أثناء الإقلاع وبقيت ملتصقة على الألواح الشمسية. بذلك لم يستطع المختصون فتح الألواح الشمسية وبقيت مارينر 3 في مدار حول الأرض، خصوصا وأن وزنها كان كبيرا نسبيا لمواصلة السفر إلى المريخ.
بعد ثلاثة أسابيع، في 28 نوفمبر 1964، أُطلق مارينر 4 بنجاح، وبعد 7 أشهر ونصف من الرحلة، استطاع أن يلتقط أول صور من الفضاء البعيد تعود إلى الأرض تبين سطحه وقد غطته الفوهات.

## الأجهزة العلمية
الأدوات التي تشتمل عليها مارينر 3:
- كاميرا تلفازية
- مقياس المغناطيسية
- مسبار البلازما
- تلسكوب الأشعة الكونية
- كاشف حزام فان آلن الإشعاعي
- غرفة تأين الأشعة الكونية
- كاشف الغبار الكوني

## روابط خارجية
- Mariner 3 Mission Profile by NASA's Solar System Exploration
- Space Flight Operations Plan Mariner Mars '64 (PDF)
- "NASA - NSSDCA - Spacecraft - Details" en. مؤرشف من الأصل في 2017-02-27. اطلع عليه بتاريخ 2020-01-26. {{استشهاد ويب}}: الوسيط غير المعروف |accesso= تم تجاهله يقترح استخدام |access-date= (مساعدة)، الوسيط غير المعروف |editore= تم تجاهله يقترح استخدام |agency= (مساعدة)، الوسيط غير المعروف |lingua= تم تجاهله يقترح استخدام |language= (مساعدة)، والوسيط غير صالح |script-title=: بادئة مفقودة (مساعدة)